# Стеря
Стеря (рум. Sterea) — село у повіті Джурджу в Румунії. Входить до складу комуни Клежань.
Село розташоване на відстані 31 км на південний захід від Бухареста, 50 км на північ від Джурджу, 148 км на південь від Брашова.

## Населення
За даними перепису населення 2002 року у селі проживали 370 осіб, з них 368 осіб (99,5%) румунів. Усі жителі села рідною мовою назвали румунську.